# Our Revolution

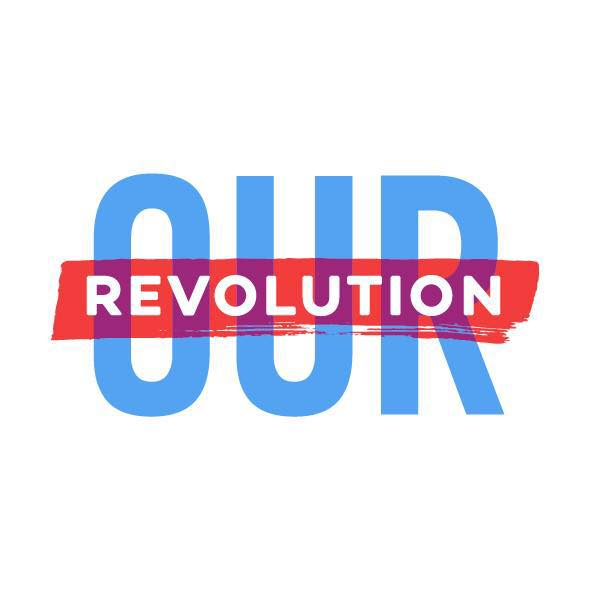
Logo

Our Revolution (englisch für „Unsere Revolution“) ist ein amerikanisches „PAC“ (Siehe: Political Action Committee), das zum progressiven politischen Spektrum gehört. Die Organisation wurde 2016 gegründet. Ihre Mitglieder und die Leitungsebene rekrutierten sich aus dem Umfeld der Kampagne um die Präsidentschaftskandidatur von Bernie Sanders. Our Revolution ist als 501(c)(4) – Organisation nach US-amerikanischem Recht anerkannt.

## Gründung
Bernie Sanders, ein demokratischer Bewerber um die Kandidatur zur Präsidentschaftswahl 2016, rief Our Revolution nach seiner Niederlage gegen Hillary Clinton im  Vorwahlkampf ins Leben. Die Konstituierung erfolgte am 24. August 2016.

## Zielsetzung
Our Revolution gibt folgende Ziele ihres Handelns an:
- „Revitalisierung der amerikanischen Demokratie“
- „Unterstützung progressiver Politiker“
- „Steigerung des politischen Bewusstseins“

Um diese Ziele zu erreichen, appelliert sie an das Engagement der Unterstützer Sanders' im amerikanischen Vorwahlkampf, auf das Our Revolution aufbauen möchte. Sie will progressive Führungskräfte finanziell und organisatorisch unterstützen und bei der Rekrutierung von Nachwuchskräften helfen. Ferner will sie politische Bildungsarbeit leisten, speziell zum Klimawandel und zum sozialen Abstieg der amerikanischen Mittelschichten.

## Struktur
Our Revolution steht ein Board of Directors aus 11 Personen vor. Die Mitglieder (Stand Januar 2017) sind:
- Nina Turner, ehemalige Senatorin aus Ohio
- Deborah Parker, Indianer-Aktivistin
- Ben Jealous, Bürgerrechts-Aktivist
- Jim Hightower, politischer Aktivist
- Jim Zogby, Menschenrechts-Aktivist insbesondere für die arabisch-amerikanische Bevölkerung
- Huck Gutman, ehemaliger Chief of Staff für Bernie Sanders
- Jane Kleeb, Umweltaktivistin
- Lucy Flores, Politikerin
- Larry Cohen, Gewerkschaftsführer der Communications Workers of America
- Catalina Velasquez, Justiz- und Bürgerrechtsaktivistin
- Shailene Woodley, Schauspielerin

Sie gibt eine Zahl von 40.000 aktiven Unterstützern an.

### Konflikte
Kurz nach der Gründung verließen acht Vorstandsmitglieder die Organisation wegen der Ernennung eines früheren Managers von Sanders, Jeff Weaver, zum Präsidenten. Weaver war nach Meinung der Kritiker für die schlechte Organisation des Wahlkampfs von Bernie Sanders verantwortlich. Ein weiterer Kritikpunkt war die von Weaver veranlasste Zulassung als 501(c)(4)-Organisation, die Großspenden erlaubt, die Möglichkeit direkter politischer Arbeit aber einschränkt. Die direkte Koordination von Kampagnen einzelner Amtsbewerber ist bei einer solchen Organisationsform nicht gestattet.

## Namensgebung
„Our Revolution“ ist auch der Titel eines im Oktober 2016 veröffentlichten Buchs von Bernie Sanders.